# Silver-Locus
Der Genort Silver-Locus (auch: SILV, SI; SIL; ME20; gp100; PMEL17; D12S53E) kodiert ein membranständiges Molekül der Melanosomen (farbstoffproduzierende Organellen) in den pigmentbildenden Zellen (Melanozyten). Dieses Molekül heißt Pmel17 und beteiligt sich an der Synthese der Farbstoffe (Melanine).

## Funktionsweise des Gens
Pmel17 ist ein Typ 1 Transmembranprotein mit einer größeren ins Prämelanosomen-Lumen reichenden Domäne, einer einzelnen Transmembrandomäne und einer kleineren ins Zellplasma reichenden Domäne. Pmel17 spielt eine bedeutende Rolle in der Struktur und Entstehung der Mikrofilamente innerhalb der Melanosomen-Vorläufer in denen Melanine während ihrer Synthese gelagert werden. Es bindet sich an Melaninvorstufen und trägt dadurch eventuell dazu bei, Zwischenprodukte der Melaninsynthese zu entgiften. Es ist unklar, ob dies oder der Verlust der inneren Struktur der Melanozyten dafür verantwortlich ist, dass Mutationen des Silver-Locus oft zum Absterben der Melanozyten führen.
Schäden am Silver-Gen führen zu aufgehellter Farbe und Missbildungen an Auge und Innenohr. Da diese Symptome an verschiedene Formen des Leuzismus erinnern, wurden Mutationen des Silver-Locus oft fälschlicherweise dem Formenkreis des Leuzismus zugeordnet, zumal manche Mutationen ein nachträgliches Absterben der Melanozyten zur Folge haben. Diese Ähnlichkeiten sind teilweise darauf zurückzuführen, dass das Mitf-Gen das für einige Formen des Leuzismus verantwortlich ist, die Expression des Silvergens steuert.

## Silver-Locus bei Mäusen
Pigmentzellen von Mäusen mit der Mutation ‚Silver‘, die diesem Gen-Locus ihren Namen gegeben hat, führt zu einer intrazellulären Domäne des Gens, der die Signalsequenz fehlt, die den Transport von Pmel17 vom glatten endoplasmatischem Retikulum in die Melanosomen an zwei Punkten des Weges in die Melanosomen steuert. Pmel17 wird deshalb nicht mehr in ausreichender Menge in die Melanozyten transportiert. Das Melanin selbst ist in normaler oder erhöhter Menge in den Melanosomen vorhanden. Die fertigen Melanosomen sind größer als die normaler Melanozyten und ihnen fehlt deren innere Strukturierung. Die Aufhellung der Tiere entsteht dadurch, dass die Melanozyten selbst durch die Mutation geschädigt werden. Sie brauchen länger, um sich zu vermehren und sterben vorzeitig ab, so dass die Mäuse mit der Zeit ergrauen, ähnlich dem Ergrauen beim Menschen oder dem Hellerwerden der Schimmel bei Pferden.

## Silver-Locus bei Hunden: Das Merle-Syndrom

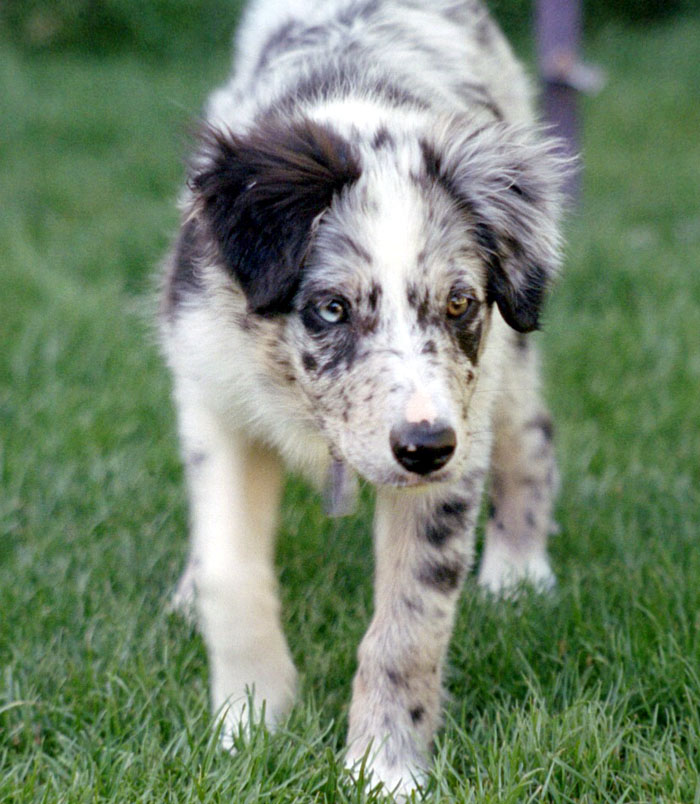
Blue Merle Border Collie Welpe

Der Merle-Faktor ist ein Scheckungsgen, das, wenn es homozygot vorliegt, zu Fehlbildungen der Augen wie dem Fehlen von Linse oder verkleinerten Augäpfeln bei Tieren führen kann. Er wird vom Silver-Locus des Hundes kodiert. Wie beim Windfarbgen des Pferdes, beeinflusst auch der Merle-Faktor nur Eumelanin.

## Silver-Locus bei Pferden: Windfarben
Beim Hauspferd entspricht das Silver-Gen dem Windfarbgen (engl.: silver dapple gene). Die Mutation wird autosomal dominant vererbt. Sie hellt schwarze Haare auf. Die schwarze Mähne von Braunen wird zu Weiß und das schwarze Fell von Rappen zu schokoladenbraun mit hellem Langhaar aufgehellt. Sie hat keine oder fast keine Auswirkung auf Phäomelanin, so dass rote und braune Haare von Füchsen und Braunen nicht aufgehellt werden.

## Mutationen des Gens beim Huhn: Dominant white, Dun und Smoky

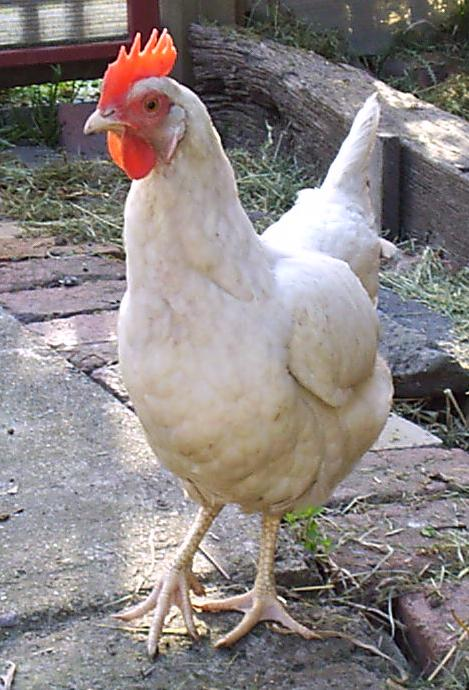
Die weiße Farbe von Leghorn-Hühnern wird durch eine Mutation des Silver-Locus hervorgerufen.

Beim Huhn sind gleich drei Mutationen des hier besprochenen Genortes bekannt: Dominant white, Dun und Smoky. Der Genort, der beim Huhn als Silver-Lokus bezeichnet wird, hat dagegen mit dem hier besprochenen Genort nichts zu tun.
Dominant weiß und Dun unterdrücken die Erzeugung von Eumelanin, erlauben aber die Produktion von Phäomelanin.
Dominant weiß: Bei dieser Mutation ist die Transmembrandomäne des Genproduktes mutiert.
Hühner die homozygot für das Gen für dominant weiße Farbe sind, wie beispielsweise Leghorns sind weiß mit braunen Augen, da die Mutation nur die Melanozyten aus der Neuralleiste beeinflusst. Trotz des Namens ist das Gen nicht vollständig dominant. Ein Teil der heterozygoten Tiere hat schwarze Flecken und die meisten nicht völlig weißen heterozygoten Tiere hatten rote Farbe im Gefieder (Phäomelanin).
Smoky hat zusätzlich zu der Dominant-weiß Mutation eine zweite Mutation die die Melaninproduktion teilweise wieder herstellt.
Das führt zu dunkelgrauer Farbe. Die Mutation ist teilweise Dominant gegenüber Wildtyp aber rezessiv gegenüber dominant weiß
Dun ist ebenfalls durch eine Mutation der Transmembrandomäne verursacht, bei der sechs Basen im genetischen Code gelöscht wurden. Homozygote Tiere sind fast weiß, während heterozygote Tiere eine falbe Farbe haben.